# Miombo

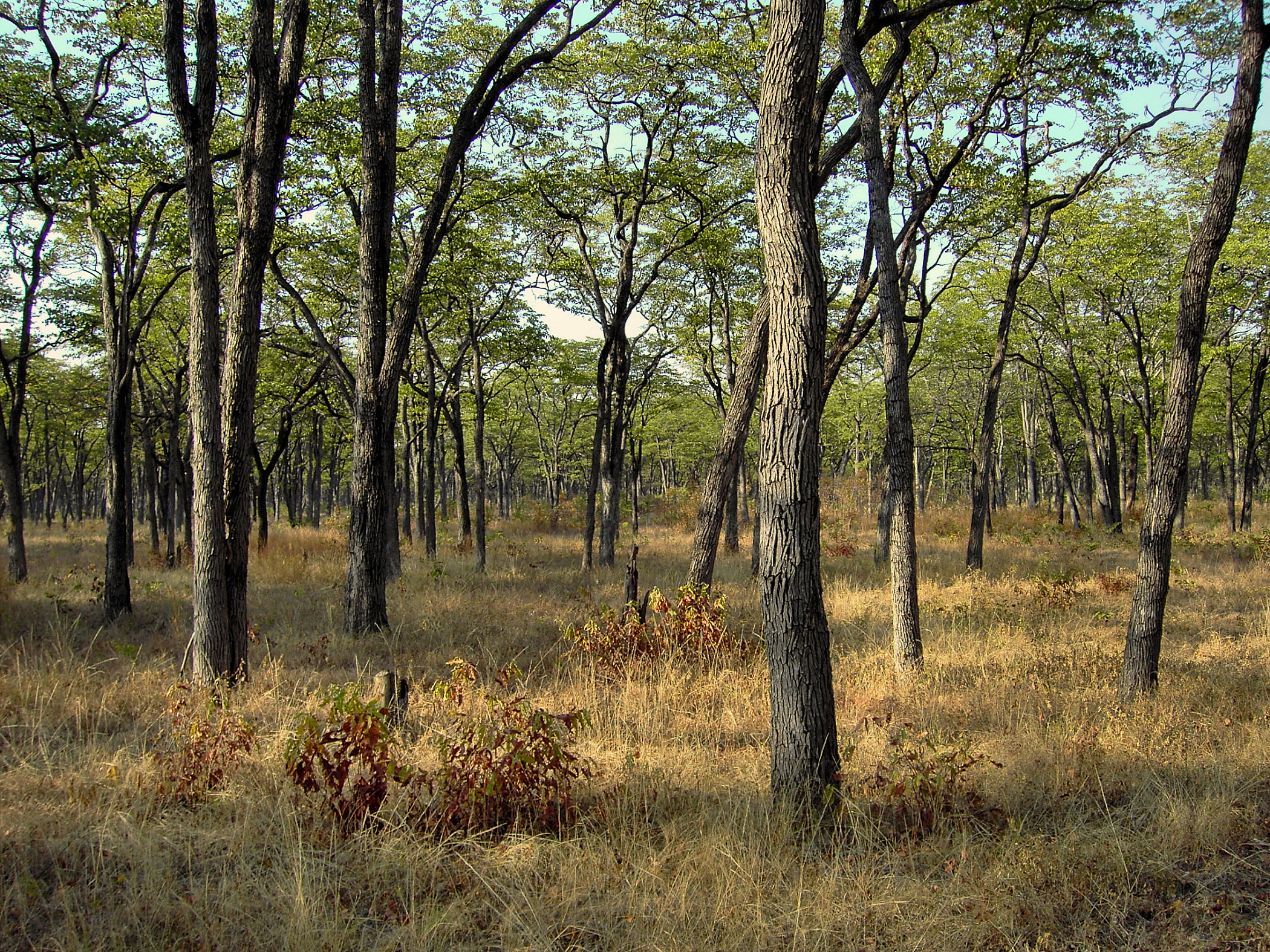
Miombo en el parque nacional Luangwa del Sur, Zambia.

El miombo es un tipo de sabana boscosa en el cono sur de África.

## Localización
El miombo se extiende a través de Zimbabue, Zambia, Mozambique, Angola, República Democrática del Congo, Tanzania y Malaui. Con una extensión de unos 5 millones de kilómetros cuadrados, hacen del bosque Miombo la mayor extensión de bosque seco del mundo.

## Descripción
Miombo es la palabra bantú para designar a Brachystegia, un género de árboles que abarca una gran cantidad de especies. El arbolado de miombo se caracteriza por la presencia predominante de estas especies que crecen en las áreas semiáridas de las sabana tropical o rocosas. Una característica de los árboles es que sus hojas cambian por un período corto a los colores dorados y rojos, que enmascaran la clorofila subyacente, de manera coincidente como ocurre en el periodo otoñal del hemisferio norte y vuelven al color verde, cuando la estación de lluvias comienza. Un libro "The Miombo Transition: Woodlands & Welfare in Africa", CIFOR (1996), ISBN 979-8764-07-2, corregido por Bruce M Campbell es una referencia estándar en la descripción y la utilidad que para animales y hombre tienen estos arbolados de la sabana.

## Ecorregiones de miombo
- Sabana arbolada de miombo de Angola (Angola, República Democrática del Congo)
- Sabana arbolada de miombo del Zambeze central (Angola, Burundi, República Democrática del Congo, Malaui, Tanzania, Zambia)
- Sabana arbolada de miombo oriental (Malaui, Mozambique, Tanzania)
- Sabana arbolada de miombo meridional (Malaui, Mozambique, Zambia, Zimbabue)